# La Jangada
La Jangada - Ottocento leghe sul Rio delle Amazzoni (La Jangada - Huit cents lieues sur l'Amazon) è un romanzo avventuroso dello scrittore francese Jules Verne, pubblicato nel 1881.
Al contrario di altre opere dell'autore francese non presenta elementi fantascientifici.
Il romanzo narra di come Joam Garral, proprietario di un ranch che vive vicino al confine peruviano-brasiliano sul Rio delle Amazzoni, sia costretto a viaggiare giù per il rio quando il suo passato lo raggiunge. La maggior parte del romanzo si svolge a bordo di una grande jangada (una imbarcazione brasiliana di tronchi di legno che è usata da Garral e la sua famiglia per navigare a Belém presso la foce del fiume.

## Trama
Joam Garral concede a sua figlia di viaggiare a Belém, dove lei vuole sposare Manoel Valdez alla presenza della mamma invalida di Manuel. Padre e figlia viaggiano lungo il fiume usando una gigantesca barca di tronchi. A Belém, Joam pianifica di rifarsi il suo buon nome, siccome lui è ancora ricercato in Brasile per un crimine che non ha commesso, e che per lui è inconcepibile. Una canaglia di nome Torres offre a Joam la prova assoluta della sua innocenza ma il prezzo che Torres vuole per questa informazione è sposare sua figlia, ma per Joam questo è impensabile. La prova giace in una lettera criptata che sarà la prova della sua innocenza. Quando Torres viene ucciso, la famiglia di Garral deve riuscire a decodificare la lettera prima che Joam venga condannato a morte.

## Personaggi
- Joam Garral, alias Joam Dacosta, viaggiatore del Rio delle Amazzoni
- Minha Garral La figlia che si deve sposare a Belém
- Manuel Valdes Futuro marito della figlia di Joam
- Torres, Una canaglia di Bélem
- Araujo
- Cybèle
- Fragoso
- Benito Garral
- Yaquita Garral
- Vicente Jarriquez
- Lina
- Magalhaës
- Ortega
- Padre Passanha
- Juge Ribeiro
- Torrès
- Manoel Valdez
- Mme Valdez

## Edizioni
- Jules Verne, La Jangada. Ottocento leghe sul Rio delle Amazzoni, Pierre-Jules Hetzel.